# 张霖之
张霖之（1908年—1967年），原名张福筠，又名张朝明，字崇良，河北南宫人，中华人民共和国第三机械工业部、煤炭工业部部长。“文化大革命”期间首位被折磨致死的部长级官员。

## 生平
1927年，张霖之毕业于南宫县师范讲习所并任小学教员。随后加入国民革命军第二十一师军官教导队，随后加入中共运动，任任中共南宫中心县委书记。抗日战争期间，担任中共山东省委特派代表，在山东组织抗日活动，曾任中共冀鲁豫中央分局组织部副部长兼民运部部长、冀鲁豫工委书记等职位，随后任晋冀鲁豫军区七纵政委，参加陇海路战役、定陶战役等。随后任中原野战军十一纵政委，参加豫东战役、淮海战役。1949年，任第二野战军第五兵团副政委，参加渡江战役。1949年，出任南京市副市长，随后任中共中央西南局委员。中华人民共和国成立后，任中共重庆市委第二书记、第一书记。1952年，调入中央，任中央人民政府第二机械工业部副部长。1955年，任城市建设总局局长；同年改第三机械工业部部长。1956年，改任电机制造工业部部长。1957年，任煤炭工业部部长。“文化大革命”期间，1967年1月22日，因被诬陷为彭真党羽而被折磨致死。1970年，国务院给煤炭工业部发通知：“张霖之同志的死亡，应按人民内部矛盾处理。”1975年，中共中央发布《关于为张霖之同志恢复名誉的通知》，为其恢复名誉。1979年，由邓小平主持举行追悼会。
是中共第八届中央候补委员，第一届、二届、三届全国人大代表。